# El Espinar
El Espinar é um município da Espanha na província de Segóvia, comunidade autónoma de Castela e Leão, de área 205,10 km² com população de 9217 habitantes (2008) e densidade populacional de 44,93 hab/km².

## Demografia
| Variação demográfica do município entre 1991 e 2008 | Variação demográfica do município entre 1991 e 2008 | Variação demográfica do município entre 1991 e 2008 | Variação demográfica do município entre 1991 e 2008 | Variação demográfica do município entre 1991 e 2008 |
| --------------------------------------------------- | --------------------------------------------------- | --------------------------------------------------- | --------------------------------------------------- | --------------------------------------------------- |
| 1991                                                | 1996                                                | 2001                                                | 2004                                                | 2008                                                |
| 5079                                                | 5854                                                | 6353                                                | 7251                                                | 9217                                                |